# نيك وودبريدج
نيك وودبريدج (بالإنجليزية: Nick Woodbridge)‏ هو رياضي خماسي بريطاني، ولد في 1 يوليو 1986 في Wellington, Shropshire ‏ في المملكة المتحدة.

## وصلات خارجية
- نيك وودبريدج على موقع الاتحاد الدولي للخماسي الحديث (الإنجليزية)
- نيك وودبريدج على موقع اللجنة الأولمبية الدولية (الإنجليزية)
- نيك وودبريدج على موقع أوليمبيديا (الإنجليزية)
- نيك وودبريدج على موقع اللجنة الأولمبية البريطانية (الإنجليزية)